# Coupe d'Europe des nations féminine de football 1969
Navigation
1979 (non officiel)
La Coppa Europa per Nazioni (Coupe d'Europe des nations) est le premier tournoi international européen de football féminin. Organisé par la Fédération italienne de football féminin, ce tournoi est l'ancêtre du Championnat d'Europe et n'a aucun caractère officiel.
La compétition a lieu à Turin, Aoste et Novare en Italie. Quatre équipes y prennent part : l’Italie, l’Angleterre, la France, et le club danois du Boldklubben Femina. Les matchs durent 70 minutes (deux périodes de 35 minutes). Les Italiennes gagnent le tournoi en s'imposant en finale contre les Danoises.

## Équipes participantes
- Italie (où la première équipe professionnelle féminine de football apparaît l’année suivante[1])
- Angleterre (la English Women's Football Association est créée la même année[1])
- France (où le football féminin, dans la foulée de mai 68, renait de ses cendres et obtient sa reconnaissance par la FFF en 1970)
- Boldklubben Femina (les pays scandinaves ont été traditionnellement propices au football féminin; cette équipe de club comprend deux joueuses de nationalité tchécoslovaque et ne doit pas être confondue avec la sélection nationale du Danemark)

## La compétition

### Demi-finales
| 1er novembre 1969 | Italie         | 1 - 0 | France | Novare |
|                   | Giubertoni 27e |       |        |        |

| 1er novembre 1969 | BK Femina                                                  | 4 - 3 | Angleterre          | Aoste |  |
|                   | Irene Christensen 13e, 44e · Sarcikova 21e · L. Hansen 28e |       | Lopez 8e, 53e, 61e. |       |  |

### Match pour la troisième place
| 2 novembre 1969 | Angleterre              | 2 - 0 | France | Turin                |                      |
|                 | Tungate 12e · Lopez 46e |       |        | Arbitrage : M. Sicco | Arbitrage : M. Sicco |

### Finale
| 2 novembre 1969 | Italie Amari, Fabbri, Cittadino, De Grandis, Zaramella, Colombo, ?, Gerwien, Meles, Giubertoni (17e, Angeletti), Ciceri. Entraîneur : Cavicchi. | 3 - 1 | BK Femina Schelke, B. Nielsen, Thommen, Mondikova, Schaefer, Inge Christensen, Sevtikova, S. Hansen, Irene Christensen, Østergaard Hansen, L. Hansen. | Turin                                      |                                            |
|                 | Ciceri 12e, 33e · Medri 30e |       | L. Hansen 8e | Spectateurs : 10 000 Arbitrage : Cosentina | Spectateurs : 10 000 Arbitrage : Cosentina |